# Spirit of the Boogie
Albums de Kool & the Gang
Light of Worlds
(1974) Love & Understanding
(1976)
Singles
1. Spirit of the Boogie
Sortie : 13 mars 1975
2. Caribbean Festival
Sortie : 5 octobre 1975

Spirit of the Boogie est le sixième album studio du groupe américain Kool and the Gang, sorti en août 1975 chez De-Lite Records. Il s'est notamment classé à la 5e place du classement Billboard Top Soul Albums et à la 48e place du classement Billboard 200 aux États-Unis.
L'une des chansons de l'album, intitulée Jungle Jazz, contient un rythme de tambour répétitif qui a été échantillonné dans plus de 50 chansons, dont Don't Walk Away de Jade et Pump Up the Volume de M/A/R/R/S.

## Enregistrement et contenu
L'album est enregistré aux studios Mediasound à New York. Spirit of the Boogie peut être considéré comme la suite de Wild and Peaceful (1973) ; l'instrumental Jungle Jazz utilise la même piste rythmique de base que celle entendue dans Jungle Boogie (en), mais laisse les musiciens improviser sur leurs instruments (saxophone, trompette et flûte). Des références à des œuvres antérieures peuvent être remarquées : Ancestral Ceremony fait référence à Making Merry Music, chanson de leur album de 1972, Good Times. L'album est influencé par la culture et musique africaine et le groupe joue dans un style tropical sur Caribbean Festival, un autre morceau instrumental, qui laisse une fois de plus une grande place à l'improvisation.
Le premier single de l'album est Spirit of the Boogie et est interprété par Donald Boyce, qui rappe également sur Jungle Boogie.

## Liste des titres
Toutes les chansons sont écrites et composées par Ronald Bell et Kool & the Gang, sauf indication contraire.
| 1. | Spirit of the Boogie | - Ronald Bell - Boyce - Kool & the Gang | 4:52 |
| 2. | Ride the Rhythm      |                                         | 2:55 |
| 3. | Jungle Jazz          |                                         | 4:43 |
| 4. | Sunshine and Love    |                                         | 3:46 |
| 5. | Ancestral Ceremony   |                                         | 3:39 |

| 1. | Mother Earth       | - Bell - Brown - Kool & the Gang | 5:38 |
| 2. | Winter Sadness     | - Bell - Smith - Kool & the Gang | 5:04 |
| 3. | Caribbean Festival |                                  | 7:33 |

## Crédits

### Musiciens
Kool & the Gang
- Ronald Bell – arrangements, chant (1), piano acoustique (1, 2, 5, 7, 8), clavinet (1), basse synthétiseur ARP (1), saxophone ténor (1, 2, 3, 5, 6, 8), percussion (2, 3, 5, 6), synthétiseur ARP (5, 7, 8), kalimba (5), flûte alto (7)
- Ricky West – chant (1, 2, 5), clavinet (2, 3, 5), piano acoustique (6), Moog (6)
- Claydes Charles Smith – guitare (1, 2, 3, 6, 7, 8), arrangements (8)
- Kevin Bell – guitare (2, 6), arrangements (8)
- Robert "Kool" Bell – guitare basse (1-8), chant (1), arrangements (8)
- George "Funky" Brown – batterie (1-8), chant (1, 2, 6), percussion (3, 5, 6), piano acoustique (6), arrangements (6, 8)
- Dennis "D.T." Thomas – saxophone alto (1, 2, 3, 6), chant (1, 2, 5, 7), flûte (3), percussion (3, 8), arrangements (8)
- Otha Nash – trombone (1, 2, 3, 6, 8), chant (1, 2, 3, 6), arrangements (8)
- Robert "Spike" Mickens – trompette (1, 2, 3, 5, 6, 8), chant (1, 2), percussion (2, 3, 5, 8), arrangements (8)

### Musiciens additionnels
- Don Boyce – chant (1)
- Something Sweet – chœurs (5, 6)

### Production
- Producteurs – Kool & The Gang
- Ingénieur du son et mixage – Harvey Goldberg
- Ingénieurs re-recording – Godfrey Diamond, Alec Head, Ray Janos, Terry Rosiello et Ron St. Germain
- Mixage aux Record Plant Studios (Los Angeles)
- Pochette – Frank Daniel et Diane Nelson
- Photographie – Henry Arvinger

## Classements hebdomadaires
| Classement (1975)            | Meilleure position |
| ---------------------------- | ------------------ |
| États-Unis (Billboard 200)   | 48                 |
| États-Unis (Top Soul LPs)    | 5                  |
| États-Unis (Top Jazz Albums) | 18                 |